# Sungnyung
El sungnyung es una bebida coreana tradicional hecha de arroz chamuscado hervido.
Esta bebida se hace típicamente con el nurungji, o costra tostada (pero no carbonizada) de arroz que se forma en el fondo de una olla tras cocinar el arroz. Se vierte agua hirviendo sobre esta costra oscura, se tapa la olla y se deja cocer a fuego lento hasta que el agua toma suficiente sabor del arroz chamuscado.
El sungnyung suele hacerse en una olla tradicional (hecha de acero fundido), ya que las ollas arroceras eléctricas modernas no suele dejar una capa de arroz chamuscado tras cocinarlo. 
Precisamente con la generalización de las modernas ollas arroceras eléctricas el sungnyung ha perdido popularidad. Sin embargo, a finales del siglo XX empezó a recuperar popularidad y muchas ollas arroceras eléctricas incorporan actualmente la capacidad de cocer sungnyung. En algunos supermercados puede encontrarse una forma en polvo de nurungji, que puede usarse para hacer sungnyung rápidamente con solo añadirle agua hirviendo.
Para algunos coreanos que no tienen mucha hambre por la mañana, el sungnyung se usa como sustituto de un desayuno normal. Sin embargo, lo normal es servir esta bebida después de una comida.